# Csató Kata
Csató Kata (Budapest, 1977. május 1. –) magyar bábművész, bábrendező, mesteroktató.

## Életpályája
1996–2000 között a Kolibri Színház stúdiósa volt. 1998–2000 között színésznőként is dolgozott több színházban. A lengyelországi Białystok színművészeti akadémiáján bábszínész és bábrendező diplomát szerzett. Több magyar bábszínházban is dolgozott. A Színház- és Filmművészeti Egyetem egyetemi tanársegédje, osztályvezető tanára 2021-ig. 2015-ben rövid ideig a Szentendrei Kulturális Központ vezetője volt.
2006 óta alapító elnöke az ESZME-nek (Európai Szabadúszó Művészek Egyesülete), 2008 óta elnökségi tagja, 2010 óta elnöke az UNIMA Nemzetközi Bábművész Szövetség Magyar Központjának.